# Pablo Castro (futbolista)
Pablo Adrián Castro Duret (Montevideo, Uruguay, 18 de enero de 1985) es un futbolista uruguayo. Juega de defensa lateral por izquierda y su equipo actual es Club Atlético Celta

## Trayectoria
Castro se formó en el Club Atlético Bella Vista. En el año 2005 debutó oficialmente con el primer equipo.

## Selección nacional
Conformó la delegación de la Selección uruguaya de fútbol que participó del amistoso internacional contra su símil colombiano logrando este último el triunfo por 3 a 1, el 7 de febrero de 2007.

## Clubes
| Club               | País     | Año         |
| ------------------ | -------- | ----------- |
| Bella Vista        | Uruguay  | 2004 - 2007 |
| Académica (cedido) | Portugal | 2007        |
| Bella Vista        | Uruguay  | 2007 - 2010 |
| Peñarol            | Uruguay  | 2010 - 2011 |
| Central            | Uruguay  | 2011        |
| Villa Teresa       | Uruguay  | 2011 - 2013 |
| Torque             | Uruguay  | 2013 - 2014 |

Celta 2018 - act. 

## Títulos
| Título              | Club    | País    | Año     |
| ------------------- | ------- | ------- | ------- |
| Campeonato Uruguayo | Peñarol | Uruguay | 2009-10 |